# Mémé vapeur
Pour plus de détails, voir Fiche technique et Distribution.
Mémé vapeur (Tugboat Granny) est un dessin animé de la série Merrie Melodies réalisé par Friz Freleng et sorti en 1956.